# Ostendorf (Horstmar)
Ostendorf ist eine Bauerschaft der Stadt Horstmar im Kreis Steinfurt im Nordwesten von Nordrhein-Westfalen.

## Geografie und Verkehrsanbindung
Ostendorf liegt nördlich des Kernortes Horstmar zwischen Leer und Alst an der Landesstraße L 570. Die L 580 verläuft östlich. Südwestlich erhebt sich der 158 Meter hohe Schöppinger Berg.

## Kultur und Sehenswürdigkeiten
In der Liste der Baudenkmäler in Horstmar sind für Ostendorf neun Baudenkmäler aufgeführt.